# Olivier Dacourt
Ne doit pas être confondu avec Olivier Delcourt.
Olivier Dacourt est un joueur de football international français né le 25 septembre 1974 à Montreuil en Seine-Saint-Denis. Il évoluait au poste de milieu de terrain. Après la fin de sa carrière de joueur, il devient consultant sportif et réalisateur.

## Carrière en club

### RC Strasbourg (1992-1998)
Formé au RC Strasbourg, il débute chez les pros lors de la saison 1992-1993 du championnat de France de 1re division en jouant que 6 matchs, 8 en 1994 et 18 en 1995.
C'est à partir de l'intersaison 1995, que Jacky Duguépéroux nouvel entraîneur du RCS et ancien directeur du centre de formation fait d'Olivier Dacourt un joueur clé de l'effectif strasbourgeois. Aux côtés de joueurs expérimentés comme Sauzée, Vencel, le « tsar » Mostovoï et les futurs internationaux français Lebœuf, Keller, Djetou ou Garde, le Racing remporte la Coupe Intertoto et se qualifie ainsi pour la Coupe UEFA. L'aventure s'achève en seizième de finale face à l'AC Milan de Maldini, Weah et Baggio après deux défaites 1-0 et 2-1. Lors de la saison 1996-1997, le Racing remporte son premier titre national depuis 1979 en ramenant à Strasbourg la Coupe de la ligue après une victoire face aux Girondins de Bordeaux aux tirs au but et se qualifie une nouvelle fois pour la Coupe UEFA. Et le RC Strasbourg réalise un beau parcours en Coupe UEFA, avec des qualifications face aux Glasgow Rangers et face à Liverpool. En huitième de finale, le Racing bat 2-0 l'Inter Milan de Ronaldo et Djorkaeff au stade de la Meinau mais est éliminé de la compétition après une défaite 3-0 au match retour. À l'issue de cette saison, Olivier Dacourt quitte Strasbourg.

### Everton FC et RC Lens (1998-2000)
Il rejoint Everton FC pour tenter une aventure à l'étranger. Avec d'autres anciens joueurs du championnat français comme Bakayoko ou Collins. Il dispute 30 matchs et inscrit 2 buts en Premier League et le club finit à la 14e place.
Après seulement une saison en Angleterre, Dacourt décide de revenir en France et rebondit au RC Lens avec lequel il réalise également un excellent parcours européen en atteignant la demi-finale de la Coupe de l'UEFA face aux Gunners d'Arsenal.

### Leeds United (2000-2003)
Il retourne ensuite en Premier League à Leeds United qui tutoie alors les cimes européennes, et à Elland Road, on se prend à rêver d'un statut digne de celui de Manchester United. Pour cela le président Peter Ridsdale sort le portefeuille et fait signer nombre de joueurs de talents, tels que Rio Ferdinand, Mark Viduka, Robbie Keane ou Harry Kewell. Aux côtés de toutes ces stars, Dacourt participe à sa deuxième demi-finale de coupe d'Europe consécutives, mais cette fois-ci en Ligue des champions, face au Valence CF.
La saison suivante, le club finira 5e et ratera d'un point la qualification pour la C1 puis la déchéance de Leeds commence, le club est obligé de vendre ses joueurs majeurs dont Olivier Dacourt.

### AS Rome (2003-2006)
En janvier 2003, il rejoint la Série A et l'AS Rome où il est d'abord prêté six mois par Leeds puis acheté par le club romain. Lors de la saison 2003-2004, la Roma réalise une superbe saison en finissant second du championnat derrière le Milan AC. Olivier Dacourt réalise une bonne saison ce qui lui permet d'être dans le groupe des 23 bleus à l'Euro 2004 un an après avoir remporté la Coupe des confédérations 2003.
La saison suivante est plus difficile pour les Giallorossi, en proie à de graves problèmes financiers. L'AS Rome doit se séparer de Walter Samuel, transféré au Real Madrid, tandis que Jonathan Zebina et Emerson suivent le coach Fabio Capello parti rejoindre la Juventus. L'entraîneur Cesare Prandelli, nommé en remplacement de Fabio Capello, démissionnaire, est remplacé par Rudi Völler en début de saison. Olivier Dacourt est victime de pépins physiques et est de moins en moins titulaire. Sportivement l'AS Roma réalise un début de saison calamiteux, Völler donne sa démission dès la fin du mois de septembre. Il est remplacé par Luigi Del Neri le troisième entraîneur de la saison. Ce dernier ne parviendra pas à redresser la barre du navire romain, qui terminera le championnat par une anonyme 8e place et par une finale de coupe d'Italie perdu contre l'Inter. Durant la saison 2004-2005, Dacourt participera néanmoins à 25 matches dont 2 en Ligue des champions.
L'année 2005-2006 commence sur la même base : un changement d'entraineur. C'est au tour de Luciano Spalletti de relever le défi qu'est la succession de Capello. Dacourt devient titulaire indiscutable malgré un début de saison tronqué par une blessure. Le club qui se morfondait en milieu de tableau remonte aux premières places, en faisant notamment une série de onze victoires consécutives en championnat, record à l'époque en Série A. Boudé par le sélectionneur Raymond Domenech, Olivier Dacourt est adopté et reconnu par l'Italie du football. Malheureusement la fin de saison est moins heureuse, la Roma échouant dans la course à la qualification pour la ligue des champions et en finale de la coupe d'Italie une nouvelle fois perdu contre les intéristes.
Finalement cette saison 2005-2006 est marquée par l'Affaire des matches truqués du Calcio où la Juve et le Milan AC sont mis en cause ; cela permet à l'AS Rome de retrouver une place de vice-champion et de se projeter « sereinement » sur la saison 2007 sans Dacourt qui quitte le club romain.

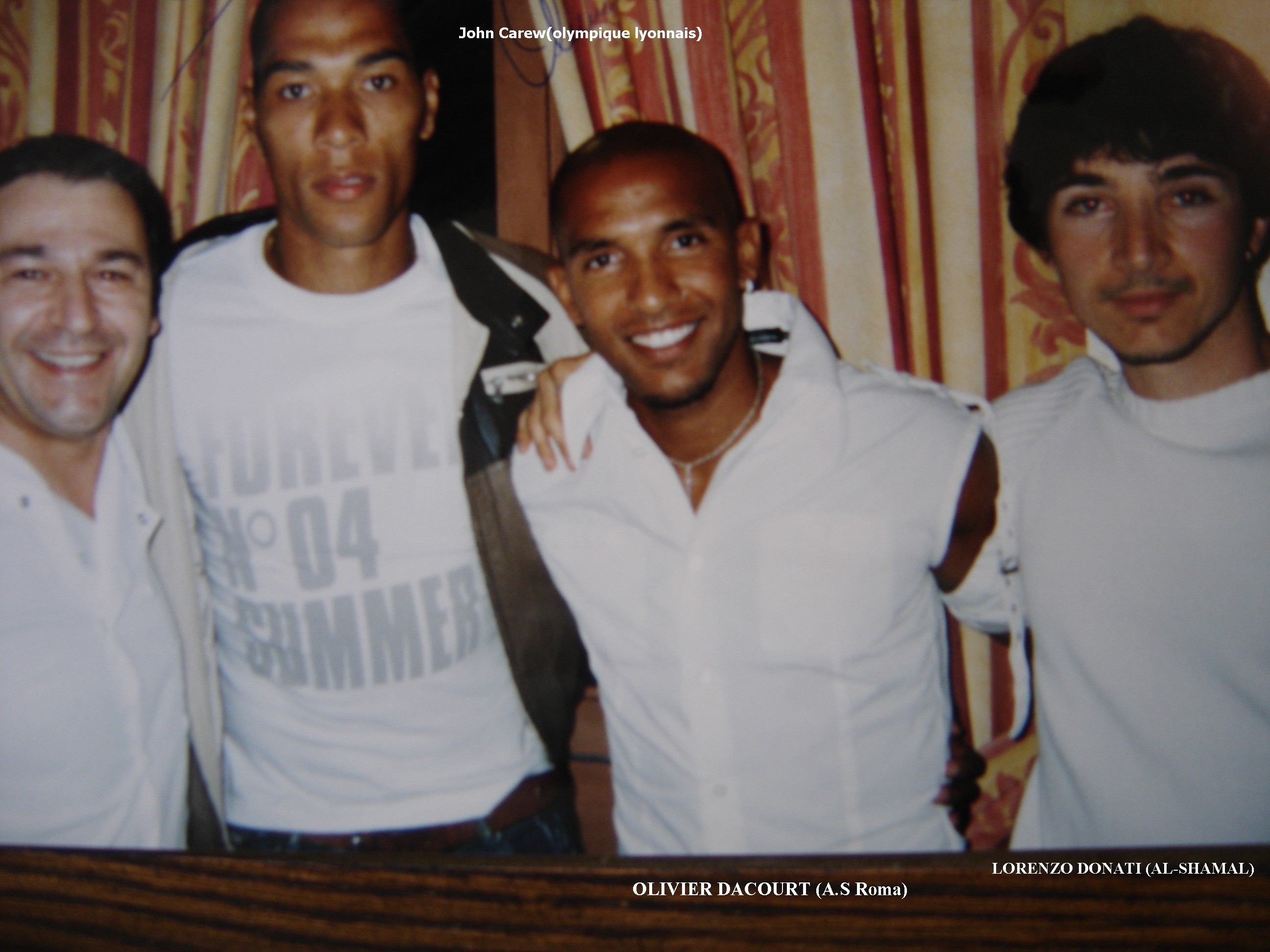
Olivier Dacourt aux côtés de John Carew et de Lorenzo Donati.

### Inter Milan (2006-2009)
Il est transféré à l'Inter Milan où il réalise une excellente saison en s'imposant comme un titulaire indiscutable malgré une concurrence rude (Vieira, Cambiasso...), étant même élu meilleure recrue de l'année par le quotidien sportif italien, la Gazzetta dello Sport en devançant son coéquipier Hernán Crespo (passé de Chelsea à l'Inter) et Adrian Mutu (passé de la Juventus à la Fiorentina) . À l'issue de cette saison l'Inter remporte son premier championnat (sur le terrain) depuis 1989 mais sera malheureusement éliminé par Valence en huitième de finale de Ligue des champions. La saison suivante, il se blesse aux ligaments croisés en décembre 2007, il est alors éloigné des terrains pendant plus de six mois. Son club gagne encore le Scudetto mais Dacourt ne dispute que 9 matchs. Alors que Dacourt avait perdu deux finales de coupe d'Italie avec la Roma contre l'Inter (2005 et 2006), cette fois-ci il perd deux finales avec l'Inter contre la Roma (2007 et 2008).
À l'intersaison 2008, Roberto Mancini est remplacé par José Mourinho. Entre les deux ce n'est pas le « grand amour ». Durant l'époque où Dacourt jouait à la Roma et Mourinho entraînait Chelsea, Dacourt avait blessé Robben donc Mourinho avait dit « Dacourt est un assassin ! » puis Olivier Dacourt a répondu en disant que c'était un grand entraîneur mais pas un grand footballeur et qu'il n'avait donc pas de leçon à recevoir de lui. Il joue très peu voire jamais (1 seul match) en raison de la concurrence. Mourinho gagnera par la suite deux scudettos et une Ligue des Champions.

### Fin de carrière (2009-2010)
Il revient une nouvelle fois en Angleterre, à Fulham FC lors de la saison 2008-2009 prêté par l'Inter. Le 23 septembre 2009, sans club et libre de tout de contrat après près de 5 mois d'arrêt, il signe un contrat d'un an, avec une année supplémentaire en option, au club belge du Standard de Liège.
Le 8 février 2010, après seulement trois titularisations et cinq entrées en jeu, le Standard et Olivier Dacourt mettent fin à leur collaboration d'un commun accord. À cette occasion, Olivier Dacourt critique vivement l'entraîneur László Bölöni.
Le 16 mars 2010, Olivier Dacourt décide de mettre un terme à sa carrière.
En 2022, le magazine So Foot le classe dans le top 1000 des meilleurs joueurs du championnat de France, à la 594e place.

## Carrière internationale (2001-2004)
En 1995, Olivier Dacourt remporte la Coupe du monde militaire avec Équipe de France militaire entraîné par Roger Lemerre avec des joueurs comme Vikash Dhorasoo, David Sommeil ou Hervé Alicarte.
Jamais sélectionné en Équipe de France espoirs, il est néanmoins sélectionné par Raymond Domenech pour disputer les Jeux olympiques d'été de 1996 à Atlanta. La France est éliminée en quarts de finale par le Portugal malgré de futurs grands joueurs internationaux : Robert Pirès, Sylvain Wiltord ou encore Claude Makélélé.
Roger Lemerre le sélectionne pour la première fois en Équipe de France A lors de la Coupe des confédérations 2001. Olivier Dacourt connait sa première sélection en Équipe de France A le 30 mai 2001 pendant cette compétition face à la Corée du Sud (victoire de la France 5-0). Il participe à trois matchs durant la compétition, remportée par les Bleus, et laisse entrevoir de belles promesses.
Roger Lemerre ne le sélectionne pas pour la coupe du monde 2002. Cependant, Jacques Santini le sélectionnera régulièrement entre 2002 et 2004, sans être titulaire, souvent barré par Patrick Vieira, Claude Makélélé ou encore Benoît Pedretti.
Il est sélectionné en équipe de France à l'occasion de la coupe des confédérations 2003, de nouveau remportée par les Bleus, ainsi que pour l'Euro 2004. Il joue trois matchs lors de cet Euro, dont l'élimination contre la Grèce, futur vainqueur. En octobre 2004, il est appelé par Raymond Domenech pour jouer deux matchs qualificatifs à la coupe du monde 2006 contre la république d'Irlande et Chypre, ses deux dernières sélections. Il refuse de participer à la coupe du monde 2006 en tant que remplaçant et décline sa sélection auprès du sélectionneur.

## Carrière dans les médias
Le 30 septembre 2010, il intègre la Dream Team RMC, où il intervient tous les jeudis dans Luis attaque au côté de Luis Fernandez. De septembre 2011 à mai 2012, il était chroniqueur chaque lundi dans Le Grand After. En 2013, il quitte RMC.
Après quelques apparitions sur Canal+, sur le plateau des Spécialistes notamment. Olivier Dacourt rejoint Eurosport en janvier 2011 pour commenter la Coupe de France puis rejoint TF1 quelques jours plus tard, où il collabore pour l'émission Téléfoot.
En 2013-2014, il est consultant pour Eurosport pour commenter les matches de Ligue 2 et l'émission Soir de Coupe, en compagnie de Xavier Gravelaine et de Lionel Charbonnier.
Durant l'Euro 2016, il rejoint Europe 1. Il est présent quasi quotidiennement dans l'Europe1 Football Club de Thomas Thouroude, comme « titulaire indiscutable » aux côtés d'autres personnalités diverses telles que Jessica Houara-d'Hommeaux, Éric Blanc, Jean-Pierre Bernès ou encore Chérif Ghemmour.
En 2016, il quitte Eurosport pour rejoindre Canal+. Il participe notamment au Canal Football Club. 
En 2018, il réalise avec Marc Sauvourel son premier documentaire, Ma part d’ombre, où des stars du football telles Zlatan Ibrahimovic et Thierry Henry confient leurs blessures intimes.
Toujours avec Marc Sauvourel et pour Canal+, il co-réalise à partir de 2019 trois autres documentaires : Je ne suis pas un singe, sur le racisme dans le football, Papa sur les liens familiaux dans le sport et Le crépuscule des champions sur la retraite des sportifs de haut niveau.
En 2025, il coréalise avec Nabil Aitakkaouali son premier long métrage de fiction, Sur la route de Papa, sorti en salles en France le 18 juin 2025,.

## Carrière de manager de club sportif
En 2011, il suit les cours de la 7e promotion du diplôme universitaire de manager général de club sportif, au Centre de droit et d’économie du sport (CDES). Parmi ses camarades de promotion, on trouve également Zinédine Zidane. En janvier 2014, il reçoit son diplôme.

## Statistiques

### Générales
| Saison                | Club                  | Championnat           | Championnat | Championnat | Coupe(s) nationale(s) | Coupe(s) nationale(s) | Supercoupe | Supercoupe | Compétition(s) continentale(s) | Compétition(s) continentale(s) | Compétition(s) continentale(s) | France | France | Total | Total |
| Saison                | Club                  | Division              | M.          | B.          | M.                    | B.                    | M.         | B.         | Comp.                          | M.                             | B.                             | M.     | B.     | M.    | B.    |
| 1992-1993             | RC Strasbourg         | Division 1            | 6           | 0           | -                     | -                     | -          | -          | -                              | -                              | -                              | -      | -      | 6     | 0     |
| 1993-1994             | RC Strasbourg         | Division 1            | 8           | 0           | 1                     | 0                     | -          | -          | -                              | -                              | -                              | -      | -      | 9     | 0     |
| 1994-1995             | RC Strasbourg         | Division 1            | 18          | 0           | 2                     | 0                     | -          | -          | -                              | -                              | -                              | -      | -      | 20    | 0     |
| 1995-1996             | RC Strasbourg         | Division 1            | 34          | 0           | 5                     | 0                     | -          | -          | C4+C3                          | 5+3                            | 0+0                            | -      | -      | 47    | 0     |
| 1996-1997             | RC Strasbourg         | Division 1            | 31          | 1           | 8                     | 1                     | -          | -          | -                              | -                              | -                              | -      | -      | 39    | 2     |
| 1997-1998             | RC Strasbourg         | Division 1            | 30          | 3           | 1                     | 0                     | -          | -          | C3                             | 6                              | 0                              | -      | -      | 37    | 3     |
| Sous-total            | Sous-total            | Sous-total            | 127         | 4           | 17                    | 1                     | -          | -          | -                              | 14                             | 0                              | -      | -      | 158   | 5     |
| 1998-1999             | Everton FC            | Premier League        | 30          | 2           | 6                     | 1                     | -          | -          | -                              | -                              | -                              | -      | -      | 36    | 3     |
| Sous-total            | Sous-total            | Sous-total            | 30          | 2           | 6                     | 1                     | -          | -          | -                              | -                              | -                              | -      | -      | 36    | 3     |
| 1999-2000             | RC Lens               | Division 1            | 26          | 2           | 2                     | 0                     | -          | -          | C3                             | 9                              | 2                              | -      | -      | 37    | 4     |
| Sous-total            | Sous-total            | Sous-total            | 26          | 2           | 2                     | 0                     | -          | -          | -                              | 9                              | 2                              | -      | -      | 37    | 4     |
| 2000-2001             | Leeds United          | Premier League        | 33          | 3           | 1                     | 0                     | -          | -          | C1                             | 14                             | 0                              | 3      | 0      | 51    | 3     |
| 2001-2002             | Leeds United          | Premier League        | 17          | 0           | 2                     | 0                     | -          | -          | C3                             | 6                              | 0                              | -      | -      | 25    | 0     |
| 2002-2003             | Leeds United          | Premier League        | 7           | 0           | -                     | -                     | -          | -          | C3                             | 2                              | 0                              | 1      | 0      | 10    | 0     |
| Sous-total            | Sous-total            | Sous-total            | 57          | 3           | 3                     | 0                     | -          | -          | -                              | 22                             | 0                              | 4      | 0      | 86    | 3     |
| 2002-2003             | AS Rome (prêt)        | Serie A               | 18          | 0           | 5                     | 0                     | -          | -          | -                              | -                              | -                              | 5      | 0      | 28    | 0     |
| 2003-2004             | AS Rome               | Serie A               | 27          | 1           | 2                     | 0                     | -          | -          | C3                             | 4                              | 0                              | 10     | 1      | 43    | 2     |
| 2004-2005             | AS Rome               | Serie A               | 23          | 0           | 3                     | 0                     | -          | -          | C1                             | 2                              | 0                              | 2      | 0      | 30    | 0     |
| 2005-2006             | AS Rome               | Serie A               | 26          | 1           | 5                     | 0                     | -          | -          | C1                             | 7                              | 0                              | -      | -      | 38    | 1     |
| Sous-total            | Sous-total            | Sous-total            | 94          | 2           | 15                    | 0                     | -          | -          | -                              | 13                             | 0                              | 17     | 1      | 139   | 3     |
| 2006-2007             | Inter Milan           | Serie A               | 24          | 0           | 5                     | 0                     | 1          | 0          | C1                             | 7                              | 0                              | -      | -      | 37    | 0     |
| 2007-2008             | Inter Milan           | Serie A               | 9           | 0           | -                     | -                     | 1          | 0          | C1                             | 3                              | 0                              | -      | -      | 13    | 0     |
| 2008-2009             | Inter Milan           | Serie A               | 1           | 0           | -                     | -                     | -          | -          | -                              | -                              | -                              | -      | -      | 1     | 0     |
| Sous-total            | Sous-total            | Sous-total            | 34          | 0           | 5                     | 0                     | 2          | 0          | -                              | 10                             | 0                              | -      | -      | 51    | 0     |
| 2008-2009             | Fulham FC (prêt)      | Premier League        | 9           | 0           | 3                     | 0                     | -          | -          | -                              | -                              | -                              | -      | -      | 12    | 0     |
| Sous-total            | Sous-total            | Sous-total            | 9           | 0           | 3                     | 0                     | -          | -          | -                              | -                              | -                              | -      | -      | 12    | 0     |
| 2009-2010             | Standard de Liège     | Jupiler Pro League    | 8           | 0           | -                     | -                     | -          | -          | -                              | -                              | -                              | -      | -      | 8     | 0     |
| Sous-total            | Sous-total            | Sous-total            | 8           | 0           | -                     | -                     | -          | -          | -                              | -                              | -                              | -      | -      | 8     | 0     |
| Total sur la carrière | Total sur la carrière | Total sur la carrière | 385         | 13          | 51                    | 2                     | 2          | 0          | -                              | 68                             | 2                              | 21     | 1      | 527   | 18    |

### Buts internationaux
| #   | Date              | Lieu                                   | Adversaire | Résultat | Compétition                                | Détails | Détails       | Détails | Sél. |
| --- | ----------------- | -------------------------------------- | ---------- | -------- | ------------------------------------------ | ------- | ------------- | ------- | ---- |
| 1er | 10 septembre 2003 | Stade de Bežigrad, Ljubljana, Slovénie | Slovénie   | V 2 - 0  | Éliminatoires du Championnat d'Europe 2004 | 71e     | du pied droit | 2-0     | 12e  |

### Matchs internationaux
| Matches internationaux de Olivier Dacourt | Matches internationaux de Olivier Dacourt | Matches internationaux de Olivier Dacourt                          | Matches internationaux de Olivier Dacourt | Matches internationaux de Olivier Dacourt | Matches internationaux de Olivier Dacourt              | Matches internationaux de Olivier Dacourt                                   |
| #                                         | Date                                      | Lieu                                                               | Adversaire                                | Résultat                                  | Compétition                                            | Notes                                                                       |
| ----------------------------------------- | ----------------------------------------- | ------------------------------------------------------------------ | ----------------------------------------- | ----------------------------------------- | ------------------------------------------------------ | --------------------------------------------------------------------------- |
| 1                                         | 30 mai 2001                               | Stade de Daegu, Daegu, Corée du Sud                                | Corée du Sud                              | V 5 - 0                                   | Premier tour de la Coupe des confédérations 2001       | Entre en jeu à la place de Robert Pirès à la 82e minute de jeu.             |
| 2                                         | 1er juin 2001                             | Stade de Daegu, Daegu, Corée du Sud                                | Australie                                 | V 1 - 0                                   | Premier tour de la Coupe des confédérations 2001       | Titulaire.                                                                  |
| 3                                         | 3 juin 2001                               | Stade d'Ulsan Munsu, Ulsan, Corée du Sud                           | Mexique                                   | V 4 - 0                                   | Premier tour de la Coupe des confédérations 2001       | Entre en jeu à la place de Robert Pirès à la 85e minute de jeu.             |
| 4                                         | 16 octobre 2002                           | Ta' Qali Stadium, Ta' Qali, Malte                                  | Malte                                     | V 0 - 4                                   | Éliminatoires du Championnat d'Europe 2004             | Entre en jeu à la place de Patrick Vieira à la 69e minute de jeu.           |
| 5                                         | 30 avril 2003                             | Stade de France, Saint-Denis, France                               | Égypte                                    | V 5 - 0                                   | Match amical                                           | Titulaire.                                                                  |
| 6                                         | 18 juin 2003                              | Stade de Gerland, Lyon, France                                     | Colombie                                  | V 1 - 0                                   | Premier tour de la Coupe des confédérations 2003       | Titulaire.                                                                  |
| 7                                         | 20 juin 2003                              | Stade Geoffroy-Guichard, Saint-Étienne, France                     | Japon                                     | V 2 - 1                                   | Premier tour de la Coupe des confédérations 2003       | Titulaire, remplacé par Ousmane Dabo à la 84e minute.                       |
| 8                                         | 26 juin 2003                              | Stade de France, Saint-Denis, France                               | Turquie                                   | V 3 - 2                                   | Demi-finale de la Coupe des confédérations 2003        | Titulaire.                                                                  |
| 9                                         | 29 juin 2003                              | Stade de France, Saint-Denis, France                               | Cameroun                                  | V 0 - 1 a. p.                             | Finale de la Coupe des confédérations 2003             | Titulaire.                                                                  |
| 10                                        | 20 août 2003                              | Stade de Genève, Canton de Genève, Suisse                          | Suisse                                    | V 0 - 2                                   | Match amical                                           | Titulaire.                                                                  |
| 11                                        | 6 septembre 2003                          | Stade de France, Saint-Denis, France                               | Chypre                                    | V 5 - 0                                   | Éliminatoires du Championnat d'Europe de football 2004 | Entre en jeu à la place de Patrick Vieira à la 70e minute de jeu.           |
| 12                                        | 10 septembre 2003                         | Stade de Bežigrad, Ljubljana, Slovénie                             | Slovénie                                  | V 0 - 2                                   | Éliminatoires du Championnat d'Europe 2004             | Entre en jeu à la place de David Trezeguet à la 68e minute de jeu et buteur |
| 13                                        | 11 octobre 2003                           | Stade de France, Saint-Denis, France                               | Israël                                    | V 3 - 0                                   | Éliminatoires du Championnat d'Europe 2004             | Titulaire.                                                                  |
| 14                                        | 15 novembre 2003                          | Arena AufSchalke,Gelsenkirchen, Allemagne                          | Allemagne                                 | V 0 - 3                                   | Match amical                                           | Titulaire.                                                                  |
| 15                                        | 18 février 2004                           | Stade Roi Baudouin, Bruxelles, Belgique                            | Belgique                                  | V 0 - 2                                   | Match amical                                           | Titulaire.                                                                  |
| 16                                        | 31 mars 2004                              | Stade Feijenoord, Rotterdam, Pays-Bas                              | Pays-Bas                                  | N 0 - 0                                   | Match amical                                           | Titulaire.                                                                  |
| 17                                        | 13 juin 2004                              | Estádio da Luz, Lisbonne, Portugal                                 | Angleterre                                | V 2 - 1                                   | Championnat d'Europe 2004                              | Entre en jeu à la place de Claude Makélélé à la 94e minute de jeu.          |
| 18                                        | 17 juin 2004                              | Stade municipal de Leiria - Dr. Magalhães Pessoa, Leiria, Portugal | Croatie                                   | N 2 - 2                                   | Championnat d'Europe 2004                              | Titulaire.                                                                  |
| 19                                        | 25 juin 2004                              | Estádio José Alvalade XXI, Lisbonne, Portugal                      | Grèce                                     | D 0 - 1                                   | Championnat d'Europe 2004                              | Titulaire.                                                                  |
| 20                                        | 9 octobre 2004                            | Stade de France, Saint-Denis, France                               | République d'Irlande                      | N 0 - 0                                   | Éliminatoires de la Coupe du monde 2006                | Titulaire.                                                                  |
| 21                                        | 11 octobre 2004                           | Stade GSP, Nicosie, Chypre                                         | Chypre                                    | V 0 - 2                                   | Éliminatoires de la Coupe du monde 2006                | Titulaire.                                                                  |

## Palmarès

### En club
- Champion d'Italie en 2007, 2008 et 2009 avec l'Inter Milan
- Vainqueur de la Coupe de la Ligue en 1997 avec le RC Strasbourg
- Finaliste de la Coupe de France en 1995 avec le RC Strasbourg
- Vainqueur de la Supercoupe d'Italie en 2006 avec l'Inter Milan
- Finaliste de la Supercoupe d'Italie en 2007 avec l'Inter Milan
- Finaliste de la Coupe d'Italie en 2007 avec l'Inter Milan
- Finaliste de la Coupe d'Italie en 2003, 2005 et 2006 avec l'AS Rome

### En équipe de France
- Champion du Monde Militaire en 1995
- Vainqueur de la Coupe des Confédérations en 2001 et 2003